# کیش‌آپوشتاگ
کیش‌آپوشتاگ (به مجاری:  Kisapostag) یک شهرداری در مجارستان است که در ناحیه دونااوی‌واروش واقع شده‌است. کیش‌آپوشتاگ ۹٫۵۸ کیلومتر مربع مساحت و ۱٬۳۰۳ نفر جمعیت دارد.